# Södermanlands runinskrifter 227

Runinskrift Sö 227 är en runhäll som ligger på privat tomtmark i Sundby, Sorunda socken på Södertörn. 

## Runhällen
Ristningen upptäcktes 1904 på en nästan lodrät bergvägg. Motivet vetter mot norr och avståndet från marken upp till dess nedre linjer är cirka nittio centimeter. Ornamentiken som är utförd i ringerikestil uppvisar en runorm vars svans och hals är låsta med ett iriskt koppel. Ovanför låset är troligen ett kristet kors. Den från runor översatta inskriften följer nedan.

## Inskriften
Runsvenska: Rota(?) let haggva märki thessa äftir Gäirfast, brothur sinn, mag Öybiarnar. Kross
Nusvenska: "Rota lät hugga dessa märken efter Gerfast, sin broder. Öbjörns frände. Kors."
Värt att notera kan vara att namnet Rota förutom här bara är känt genom Snorre Sturlasons Edda.

### Fotnoter
1. ↑  Vikingatida runstenar i Sorunda socken, Palle Budtz, 1996, Sorunda hembygdsförening